# فالز ماينز (ميزوري)
فالز ماينز (بالإنجليزية: Valles Mines)‏ هي إحدى المجتمعات الفردية (غير مصنفة) في ولاية ميزوري في الولايات المتحدة الأمريكية.